# Nemawashi
Nemawashi (根回し) significa um processo informal de estabelecer as bases de alguma proposta de mudança ou projeto, falando com as pessoas envolvidas, conseguindo apoio e feedback e assim por diante. É considerado um elemento importante em qualquer grande mudança, antes de quaisquer medidas formais, sendo que o nemawashi bem sucedido é aquele que possibilita mudanças com o consenso de todos os lados envolvidos. Ele normalmente é realizado em pequenos grupos, várias vezes e com diferentes pessoas, a fim de captar os elementos chaves que podem influenciar o projeto em questão.
Nemawashi pode ser traduzido literalmente como dando voltas na raiz, de 根 (ne, raiz) e 回す (mawasu, dar volta em algo). Seu significado original era literal: cavar ao redor das raizes de uma árvore para prepará-la para um transplante.
Nemawashi é frequentemente citado como um exemplo de palavra japonesa que é difícil de traduzir efetivamente, pois é muito intrínseca à cultura japonesa, apesar de muitas vezes ser traduzida como lançando as bases.

Nemawashi nas empresas
O nemawashi começou a ser difundido nas empresas japonesas, mais precisamente na Toyota em meados do século XX quando o seu engenheiro-chefe Taiichi Ohno percebeu que o principal fator de falta de sinergia durante um processo de mudanças era a falta de comunicação. Então os colaboradores da Toyota tinham de, antes de fazer alguma nova alteração no processo, conversar com todos os envolvidos em busca de informações relevantes. Hoje o nemawashi é um pilar importante da filosofia lean (ou Toyota Production System), codificado por John Shook e James Womack durante um estudo mundial do MIT que, subsequentemente, fundaram o Lean Enterprise Institute, berço da disseminação cultura lean ocidental juntamente do Lean Institute Brasil.